# El Nido
El Nido è una municipalità di 1ª classe delle Filippine, situata nella provincia di Palawan, nella regione di Visayas Occidentale.
El Nido è formata da 18 baranggay:
- Aberawan
- Bagong Bayan
- Barotuan
- Bebeladan
- Bucana
- Buena Suerte Pob. (Barangay 2)
- Corong-corong Pob. (Barangay 4)
- Mabini
- Maligaya Pob. (Barangay 1)
- Manlag
- Masagana Pob. (Barangay 3)
- New Ibajay
- Pasadeña
- San Fernando
- Sibaltan
- Teneguiban
- Villa Libertad
- Villa Paz